# Marianus Pachmayr
Marianus Pachmayr (* 22. Oktober 1728 in Kematen an der Krems als Joahnn Georg Pachmayr; † 17. Juni 1805 in Weißkirchen an der Traun) war ein österreichischer Benediktiner.

## Leben
Pachmayr durchlief das Stiftsgymnasium Kremsmünster und trat am Stift Kremsmünster in den Benediktinerorden ein. Dort absolvierte er auch seine weiteren Studien. Am 13. November 1748 legte er die Ordensgelübde in Kremsmünster ab und erhielt den Ordensname Marianus. Er studierte daraufhin in Kremsmünster und an der Universität Salzburg Theologie. Am 1. Mai 1854 empfing er die Priesterweihe. 
Pachmayr wurde 1754 am Stift Kremsmünster Lehrer der theoretischen und praktischen Philosophie, der Mathematik und Physik sowie ab 1757 außerdem der Geschichte. Ab 1761 war er in der Seelsorge tätig. Er wirkte zunächst in Adlwang, dann in seinem Geburtsort Kematen, ab 1766 als Pfarrvikar in Sipbachzell, ab 1779 in Kirchberg und schließlich bis zu seinem Tod in Weißkirchen.
Pachmayrs Hauptwerk ist die zum tausendjährigen Bestehen des Stiftes Kremsmünster in vier Bänden erarbeitete Schrift Historico-chronologica series abbatum et religiosorum monasterii Cremifanensis. Darüber hinaus hat er Statuten für eine „Akademie der Fleißigen“ (Accademie des Assidues) hinterlassen, die einer Akademie der Wissenschaften gleicht, jedoch keine Umsetzung fand.

## Werke
- Selecta Historiae Cremifanensis, Feichtinger, Linz 1777.
- Historico-chronologica series abbatum et religiosorum monasterii Cremifanensis, 4 Bände, Wimmer, Steyr 1777–1782.
- Chronicon celebris asceterii Cremifanensis, Manuskript.